# A Year in Tibet
A Year in Tibet is een Brits-Chinese documentaireserie in vijf delen van de BBC over het leven in Tibet. De serie is geregisseerd door Sun Shuyun die het gelijknamige boek schreef. De producent en schrijver was Peter Firstbrook. De serie bestaat uit vijf episodes van elk 60 minuten speeltijd.
De serie werd opgenomen in een Tibetaans dorp op een half uur afstand van Gyantse waar een Chinese filmploeg zich gedurende een jaar ophield. Sun Shuyun, die al vaker werk leverde voor de BBC en afwisselend in Engeland en China woont, stond aan het hoofd van de filmploeg. Het doel van de serie was het echte Tibet in beeld te brengen, wat met zich meebracht dat vooral afgelegen plaatsen gefilmd zijn. Sun Shuyun kan niet verhullen dat ze in de retoriek over Tibet van de Chinese samenleving is opgegroeid en krijgt geleidelijk steeds meer begrip voor de Tibetaanse cultuur.

## Verhaal
Episode 1, The visitHet bezoek – De pänchen lama, de op een hoogste Tibetaans boeddhist in rang na de dalai lama en de hoogste die in Tibet aanwezig is, brengt een onaangekondigd bezoek aan een klooster en brengt daarmee grote opschudding onder de boeddhistische monniken. Het hele klooster wordt voor het bezoek op orde gebracht. De plot verhaalt verder over een lokale hotelier die ongerust is over zijn omzet en de zwangere Lhamo die met spoed naar het ziekenhuis gaat en complicaties heeft.
Episode 2, Three Husbands and a WeddingDrie echtgenoten en een trouwerij – Zhongar is 21 jaar en volgens de traditie huilt ze omdat ze moet trouwen. Voor Zhongar is het verdriet echter geen traditie, maar echt en huilt ze al dagen voordat de bruiloft begint. Haar tante zegt: "zo gaat het altijd met bruiloften." Op dit moment is Zhongar nog niet verteld dat ze over een jaar ook met de jongere broer van haar aanstaande echtgenoot zal trouwen, een traditie die in dit deel van Tibet geldt om ervoor te zorgen dat de bezittingen in de familie blijven.
Episode 3, Faith, Hope and CharityGeloof, hoop en liefdadigheid – Losar, het Tibetaanse nieuwjaar is aanstaande en de monniken zijn bezig met de voorbereidingen voor het festival. Ondertussen lukt het de lokale riksja-bestuurder Lhakpa niet voldoende geld te verdienen terwijl de winter al dichtbij is. Hij besluit puppy's te gaan verhandelen met desastreuze gevolgen. De hoteleigenaar Jianzang raakt ondertussen betrokken bij een rechtszaak met een verrassende afloop. De arts kan intussen geen genezing brengen aan de maagpijn van Lhamo.
Episode 4, Monks Behaving BadlyMonniken gedragen zich slecht – Choephel, hoofd van het klooster Pel Kor, ontdekt dat er een aantal onvervangbare beelden zijn gestolen. De lokale autoriteiten van de Communistische Partij grijpen het voorval aan door een regeringsteam aan te stellen om de monniken uit te wieden waarvan ze vinden dat ze zich slecht hebben gedragen. Intussen gaat Lhakpa noordwaarts op zoek naar een lucratieve baan in de bouw en wordt Butri onaangenaam verrast wanneer ze op het punt staat haar pensioenleeftijd te bereiken.
Episode 5, Diary of a Novice Monk – aged 15 and three-quartersDagboek van een beginnende monnik met de leeftijd van 15 jaar en driekwart – De op een na hoogste lama Tsultrim maakt een spagaat tussen het runnen van het klooster en het voldoen aan de wirwar van overheidsbeperkingen. De jonge monnik Tsephun leeft en werkt in een leerling-meesterverhouding met de oude lama Döndrup.